# Deportação de chechenos e inguches

Destino das deportações dentro da União Soviética.

A deportação de chechenos e inguches, também chamada Operação  Chechevitsa (em russo:  Чечевица,  transl. Chechevitsa: 'lentilha'; em checheno:  До́хадар, Ардахар, Махках дахар, transl. Dokhadar, Ardakhar, Mekhkakh dakhar: 'expulsão, destruição'; em inguche:  Ме́хках да́ккхар, ме́хках ба́хар, transl. Mekhkakh bakhar, Mekhkakh dakkkhar) foi a expulsão, pelos soviéticos, da totalidade das populações vainaques (chechenos e inguches) do Norte do Cáucaso para a Ásia Central (principalmente para o Cazaquistão e Quirguistão mas também para o Uzbequistão e o Tajiquistão), realizada pela União Soviética, entre 23 de fevereiro e 9 de março de 1944, durante a Segunda Guerra Mundial. A Operação foi precedida pela insurgência na Chechênia de 1940-1944, tendo sido autorizada em 23 de fevereiro, pelo chefe da NKVD, Lavrentiy Beria, após aprovação do Primeiro-ministro da União Soviética, Joseph Stalin, como parte da política da URSS de transferência forçada de populações, a qual afetou milhões de integrantes das minorias étnicas não russas, entre as décadas de 1930 e 1950.
Foram deportados cerca de 496 mil chechenos e inguches, segundo os arquivos soviéticos, porém fontes chechenas estimam o número de deportados em 650 mil, sendo que 25% dessas pessoas morreram ou foram mortas durante a captura, o transporte e os primeiros anos de exílio. Os sobreviventes não foram autorizados a regressar aos seus locais de origem até 1957, o que implicou o desaparecimento da República Autónoma Socialista Soviética da Checheno-Inguchétia. Em 2004, o Parlamento Europeu, com base nas Convenções de Haia (1899 e 1907) e na Convenção para a Prevenção e a Repressão do Crime de Genocídio da Organização das Nações Unidas (aprovada em 1948), classificou essa deportação como um ato de genocídio.

## Antecedentes
Durante a II Guerra Mundial, apesar de 40 mil chechenos e inguches terem integrado o Exército Vermelho, sendo que 50 deles receberam a medalha de Herói da União Soviética, o governo soviético acusou-os de colaborar com os invasores nazistas, que tinham controlado as partes ocidentais da Chechênia e Inguchétia durante vários meses do inverno de 1942-1943. Entre 1940 e 1943 alguns grupos de guerrilha chechenos se rebelaram contra o sistema soviético, notadamente durante os meses de agosto e setembro de 1942, quando as tropas alemãs se aproximaram da Inguchétia. No verão-outono de 1943, uma contraofensiva soviética expulsou a Wehrmacht do norte do Cáucaso.
Vários autores argumentam sobre os laços dos chechenos com os alemães. citando que apesar de tirem contatos com os alemães, havia profundas diferenças ideológicas entre os chechenos e os nazistas (os primeiros procurando a autodeterminação contra o imperialismo).

## A operação
Sob as ordens de Lavrentiy Beria, chefe da NKVD, toda a população de origem Chechénia e da Inguchétia vivendo na "República Socialista Soviética Autónoma da Chechénia-Inguchétia" seriam deportados por trens de carga para áreas remotas da União Soviética. A operação foi chamada de "Chechevitsa". A operação é referida pelos chechenos frequentemente como "Aardakh" (Êxodo). Alexander Yakovlev argumentou que a expulsão da população era uma parte do programa de Stalin projetado para a supressão das rebeliões na União Soviética. Em outubro de 1943, um grupo de oficiais do NKVD liderados por Bogdan Kobulov foi enviado para a Chechênia para preparar o material para a justificação das repressões. Em novembro, eles enviaram uma carta a Beria alegando que "existem 38 grupos religiosos na Chechênia com a adesão de pelo menos 20 mil pessoas, que realizavam trabalhos antissoviético, ajudavam os alemães e procuravam criar uma resistência armada ao poder Soviético. Beria ordenou então para preparar a operação. A República da Checheno-Inguchétia nunca fora ocupada pelo exército alemão, portanto as repressões foram oficialmente justificadas como "uma resistência armada ao poder soviético".
A operação foi iniciada em 13 de outubro de 1943, quando cerca de 120 mil homens foram transferidos para a Checheno-Inguchétia, supostamente para reparar pontes. Em 23 de fevereiro 1944 (no Dia do Exército Vermelho), toda a população foi convocada para prédios locais do Partido, onde foram informados de que iriam ser deportados como punição por sua suposta colaboração com os alemães. Os habitantes foram transferidos para trens com vagões não aquecidos, sendo que cerca de 40% a 50% dos deportados eram crianças.
Muitas vezes, devido a resistência a deportação houve matança, e em um desses casos, em Khaibakh, cerca de 700 pessoas foram trancadas em um celeiro e queimado até a morte pelo NKVD sob comando do General Mikhail Gvishiani, que foi elogiado por isso sendo-lhe prometida uma medalha por Lavrenti Beria. Muitas pessoas de aldeias remotas foram executadas por ordem verbal de Beria de que qualquer checheno ou Inguchétia considerado "não transportável deveria ser liquidado" no local.
Em todo o Norte do Cáucaso, cerca de 700 000 pessoas foram deportadas (de acordo com Dalkhat Ediev, 724 297, dos quais a maioria, 479 478, foram chechenos, junto com 96 327 Inguchétia, 104 146 Kalmyks, 39 407 balcares e 71 869 Karachays).
Muitos morreram no caminho, e o ambiente extremamente duras do exílio, especialmente considerando o frio e a escassez de alimentos, matou muitos outros. A NKVD, fornecendo a perspectiva russa, dá a estatística de 144 704 pessoas mortas nos anos de 1944 a 1948 (uma taxa de 23,5% de mortes), embora isto é rejeitado por muitos autores como Tony Wood, John Dunlop, Moshe Gammer e outros como um eufemismo. As estimativas das mortes somente dos chechenos variam de cerca 170 000 a 200 000, ou seja mais de um terço do total da população chechena.

## Consequências
A Checheno-Inguchétia foi dissolvida e transformada no Oblast de Grozny, que incluiu também o Distrito Kizlyarsky e Naursky Raion, e partes dela foram dadas a Ossétia do Norte (parte do distrito Prigorodny), a Geórgia e ao Daguestão. A maior parte da habitação vazia foi dada a refugiados de guerra da frente ocidental. Os nomes de nações reprimidas foram totalmente apagados de todos os livros e enciclopédias. Os nomes das localidades em checheno e Inguchétia foram substituídos por outros russos; mesquitas e cemitérios foram destruídos, e uma campanha maciça queimou inúmeros manuscritos históricos de linguagem Nakh, livros e patrimônios inestimáveis.  Muitas famílias foram divididas e não autorizadas a se reunirem, mesmo quando eles descobriam onde seus parentes estavam. Muitas lápides, juntamente com praticamente toda escrita medieval, em árabe e georgiano, sobre as terras e os povos da Chechênia e da Inguchétia, da biblioteca de Vainakh foram destruídos.

## O retorno
Em 1957, quatro anos após a morte de Stalin, em 1953, o Conselho de Ministros da União Soviética, aprovou um decreto permitindo que as nações reprimidas de viajar livremente na União Soviética. Muitos exilados chechenos aproveitaram esta oportunidade para regressar à sua terra ancestral. Chechenos e da Inguchétia já estava voltando para sua terra natal na casa das dezenas de milhares de pessoas para um par de anos antes do anúncio, a taxa de retorno aumentou exponencialmente após a denúncia de Stalin por Khrushchev em 1956. Em 1959, quase todos os chechenos e inguches tinha retornado.